# Chitine
Chitine is een polysacharide (ontdekt door Henri Braconnot in 1811), die voorkomt als bouwstof in de celwanden van schimmels en in het exoskelet van geleedpotigen, zoals insecten, kreeftachtigen en spinnen, waarbij het zorgt voor de stevigheid, ook van de pantsers. Chitine is, na cellulose, de meest voorkomende biopolymeer op aarde.
Chemisch gezien is chitine vergelijkbaar met cellulose. Bij chitine is de C-2 OH-groep in de glucosemonomeer vervangen door een aceetamidegroep. Chitine is de β-1,4-polymeer van N-acetylglucosamine. Net als cellulose is chitine erg sterk.
Er bestaan drie varianten van chitine:
- α-chitine: bilaterale acetylgroepen (de aceetamide-groepen bevinden zich aan beide zijde van de keten, de geschetste vorm in de figuur rechts). Deze variant komt verreweg het meeste voor en komt onder meer voor in het exoskelet van garnalen en krabben.
- β-chitine: homolaterale acetylgroepen. Deze vorm van chitine is veel zeldzamer en komt onder meer voor in het inwendig skelet van pijlinktvissen.
- γ-chitine: combinatie: 2 ene zijde, 1 andere zijde

## Gebruik
Uit chitine kan chitosan worden gewonnen. Ook dient de chitine uit het exoskelet van garnalen, kreeften en krabben als grondstof voor de productie van glucosamine.